# Дикий стиль (граффити)

RIME. Граффити в диком стиле в Лос-Анджелесе

Дикий стиль (англ. Wildstyle) — форма граффити, отличающаяся запутанным рисунком букв. Граффити дикого стиля практически нечитаемы для непосвящённых, так как буквы перекрывают друг друга и переплетаются замысловатым образом и дополнительно украшаются стрелками, шипами и другими декоративными элементами в зависимости от вкуса художника.
Дикий стиль считается очень сложной формой граффити, доступной только настоящим мастерам.

## Стили
Граффити дикого стиля в первую очередь является надписью. При этом буквы подвергаются сложным трансформациям: повороту, изгибу, наклону, отзеркаливанию, а также дополнительно переплетаются, разрываются и накладываются друг на друга. В новых работах могут также изменяться относительные пропорции букв, использоваться резкие изломы и применяться преобразования трёхмерной графики («трёхмерный дикий стиль»).
Для дополнительного оформления специально разрабатываются декоративные элементы: стрелки, кривые и ломаные линии, спирали. Дополнительным художественным элементом является цвет. В результате сочетания элементов композиция представляет собой декорированный текст, который не может быть прочтён практически никем, кроме самого автора. Однако это и не является конечной целью: граффити дикого стиля ценится в первую очередь за производимый эффект и художественную гармоничность.
Многочисленные слои и фигуры делают этот стиль чрезвычайно трудным для повторения, поэтому разработка оригинального стиля в этой области рассматривается как одна из величайших художественных задач автора граффити.
Несмотря на популярность, дикий стиль принимается не всеми художниками, например, DONDI обычно использует читаемые буквы, хотя и создал несколько работ в диком стиле. Аргументом является то, что основная задача граффити — сообщить миру имя художника, для чего дикий стиль неприемлем.

## История
Зарождение стиля, по словам художника Fab 5 Freddy, произошло в конце 1970-х годов, когда началось смешение нью-йоркских стилей граффити северного Манхэттена и Бруклина. Но предпосылки стиля видны в работах начала 1970-х годов у PHASE 2, который первым отошёл от простых форм и начал поиск новых шрифтов.
Название «дикий стиль» (англ. Wildstyle) обрело популярность благодаря одноимённой граффити-команде из Бронкса (Нью-Йорк). Её организовал Tracy 168, участниками команды также были Cope2, T-Kid 170, Lava I&II, Taki 183, Daze, Comet, Blade, Futura 200, Dan Plasma, Jimmy Ha-Ha и Yip. Появилось много вариантов дикого стиля: «механические буквы» (англ. mechanical letters), созданные Rif, Phase II и Stan 153; позднее — «компьютер-рок» (англ. computer-rock), созданный Kase II, и постепенно стиль распространился по всему Нью-Йорку. Многочисленные стилевые вариации сложной формы граффити, исполненные представителями одной и той же команды, в итоге стали обозначаться по названию этой команды.
В 1983 году на экраны вышел фильм «Дикий стиль», посвящённый хип-хоп культуре и граффити.